# Eyalet d'Ankara
1827–1864
Entités précédentes :
- Eyalet d'Anatolie

Entités suivantes :
- Vilayet d'Ankara

L'eyalet ou pachalik d'Ankara, appelé aussi eyalet de Bozok, est une province de l'Empire ottoman, en Anatolie, créée en 1827 par division de l'ancien eyalet d'Anatolie. Sa capitale a été Yozgat puis Ankara (Angora dans les sources anciennes). La réforme administrative de 1864, qui transforme les eyalets en vilayets, en fait le vilayet d'Ankara.

## Histoire

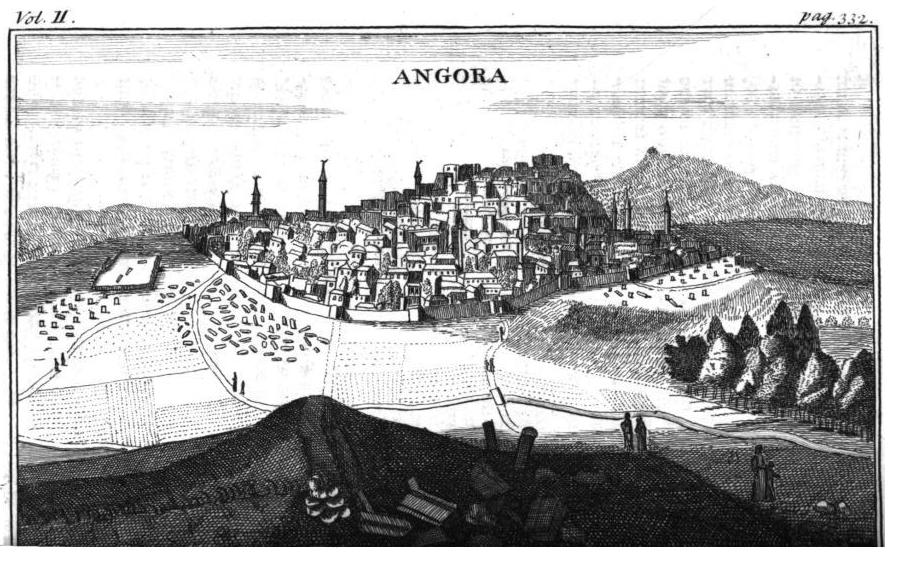
Ankara, par Joseph Pitton de Tournefort, 1717.

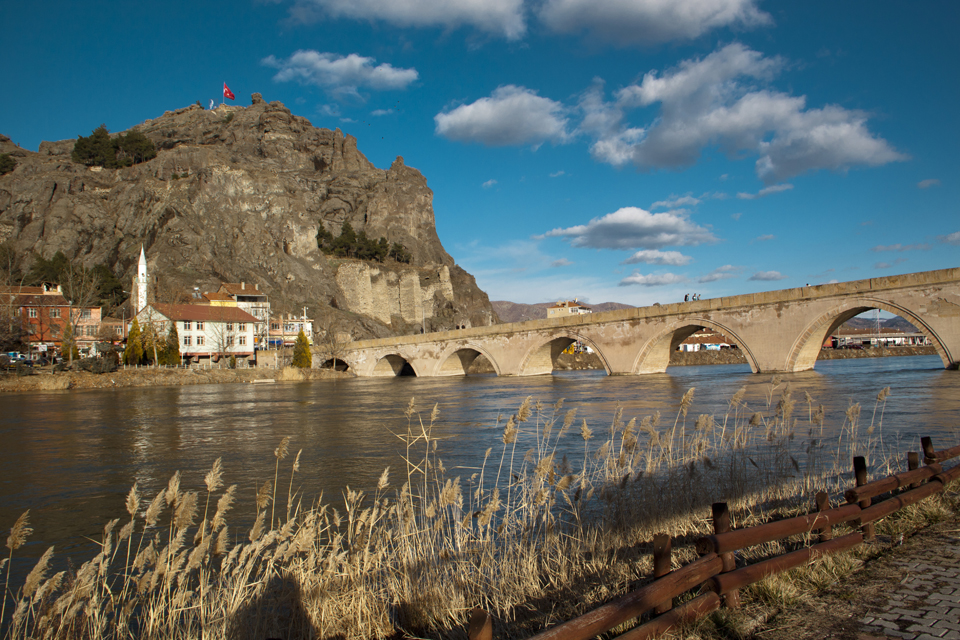
La ville d'Osmancık avec le pont sur le Kızılırmak, 2010.

Aux XVIIIe et XIXe siècles, la région de Yozgat est dominée par la famille féodale des Çapanoğlu (Tchapanoglou) qui font construire la mosquée Çapanoğlu (en) dans cette ville. Leur bey refuse le titre de pacha qui lui est proposé par la Sublime Porte, préférant, selon le voyageur français Adrien Dupré, la réalité du pouvoir à son apparence. Son domaine s'arrête aux limites des sandjaks d'Ankara et Kastamonu.
La plaine du Kızılırmak (Halys) est fertile et bien cultivée malgré les inondations du fleuve. Les routes sont bien entretenues.
La principale richesse de la province est la laine de chèvre angora. La ville principale, Ankara, compte 40 000 habitants selon Conrad Malte-Brun : les rues y sont larges et bien pavées. Les autres villes sont Çerkeş (2 000 à 3 000 habitants), Tosya (5 000 habitants) qui compte quelques fabriques de tissus et de cuirs, Hacıhamza (tr) (près de Çorum), petite ville fortifiée, Osmancık, qui passe pour la ville d'origine de la dynastie ottomane et où l'on traverse le Kızılırmak par un pont de pierre à 14 arches construit par Bajazet II, Beypazarı qui compte environ 1 000 maisons, et Kayseri (25 000 habitants) qui est un important centre de culture du coton.

## Subdivisions
La province est subdivisée en sandjaks ou livas (en). Au milieu du XIXe siècle, ce sont :
- Sandjak de Kayseri
- Sandjak de Bozok (Yozgat)
- Sandjak d'Ankara
- Sandjak de Kiangri (Çankırı)

### Sources et bibliographie
- (en) Cet article est partiellement ou en totalité issu de l’article de Wikipédia en anglais intitulé « Ankara Eyalet » (voir la liste des auteurs) dans sa version du 16 novembre 2017.
- Adrien Dupré, Voyage en Perse: fait dans les années 1807, 1808 et 1809, en traversant la Natolie et la Mésopotamie, vol. 1, Paris, 1819
- Conrad Malte-Brun, Précis de la géographie universelle, Volume 8, Paris, 1835
- Bernard Camille Collas, La Turquie en 1864, Paris, 1864